# 兔肉

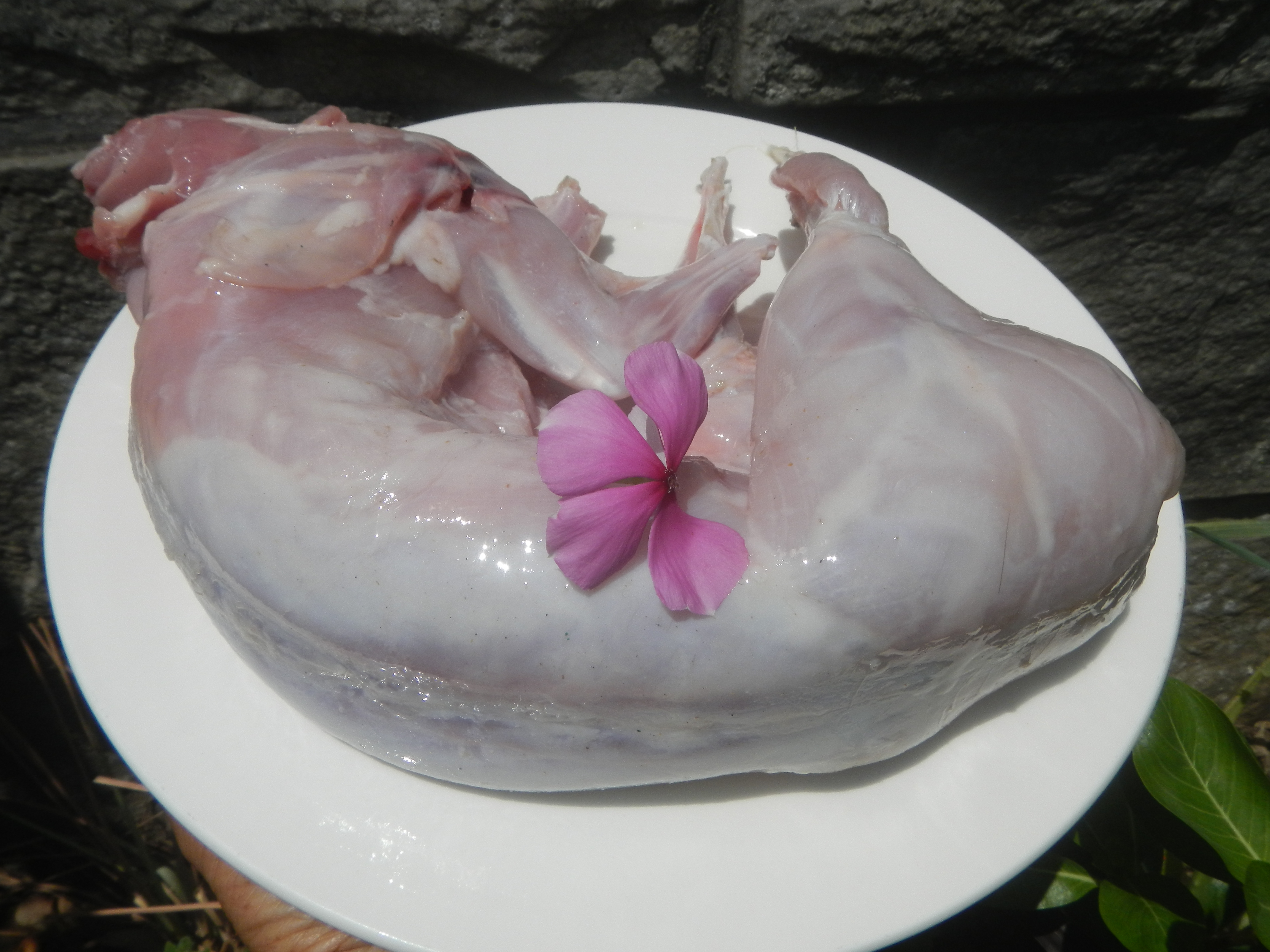
經過屠宰的新鮮兔肉

兔肉是從兔子身上取得的肉，兔肉在很多國家是種非常常見的肉類食物，在全球範圍內，兔子也是僅次於雞、鴨和豬，最常被屠宰取肉的動物，在2013年，全球有超過11億七千萬隻兔子被屠宰取肉。被養來吃的兔子稱作肉兔。

## 概要
在現代，商業上常被用做肉兔品種的兔子包括了紐西蘭兔和加州兔等，這些品種的兔子有著高效的新陳代謝且成長迅速，且大概在14到16週大時就可以被屠宰取肉。
英語中，70到90天大且生前體重在1到2公斤間的肉兔，其肉又稱作油炸用兔肉（rabbit fryer）；90天到6個月大且生前體重在2到3.5公斤間的肉兔，其肉又稱作烤肉用兔肉（rabbit roaster）；超過6個月大且生前體重超過3.5公斤的肉兔，其肉又稱作燉煮用兔肉（rabbit stewer）。
任何品種的兔子都可以殺來吃，但多數被養來吃的兔子，都呈現商業用肉兔的體型；另外有時比起白毛的兔子，毛色較深或毛色不是白色的兔子，其肉的價格會稍微低一點，這是因為這些兔子的肉稍微較深的色調（消費者比較喜歡純粹粉紅色的兔肉）以及比起殘留的白毛，殘留的深色毛在屠體上比較容易發現所致。不同品種的兔子其剝皮的容易程度並無差異。
一些人認為，兔肉脂肪少、膽固醇低，是一種優良的健康肉類；在中國，兔肉是江西菜的一部份，「怪味玉兔肉」是江西菜的一道菜色；英國康沃尔地区的传统美食仰望星空派有時亦會使用兔肉。
在中華人民共和國，為了推廣兔肉，因此中國畜牧業協會自2003年開始，將每年的6月6日給定為「兔肉節」。

## 歷史

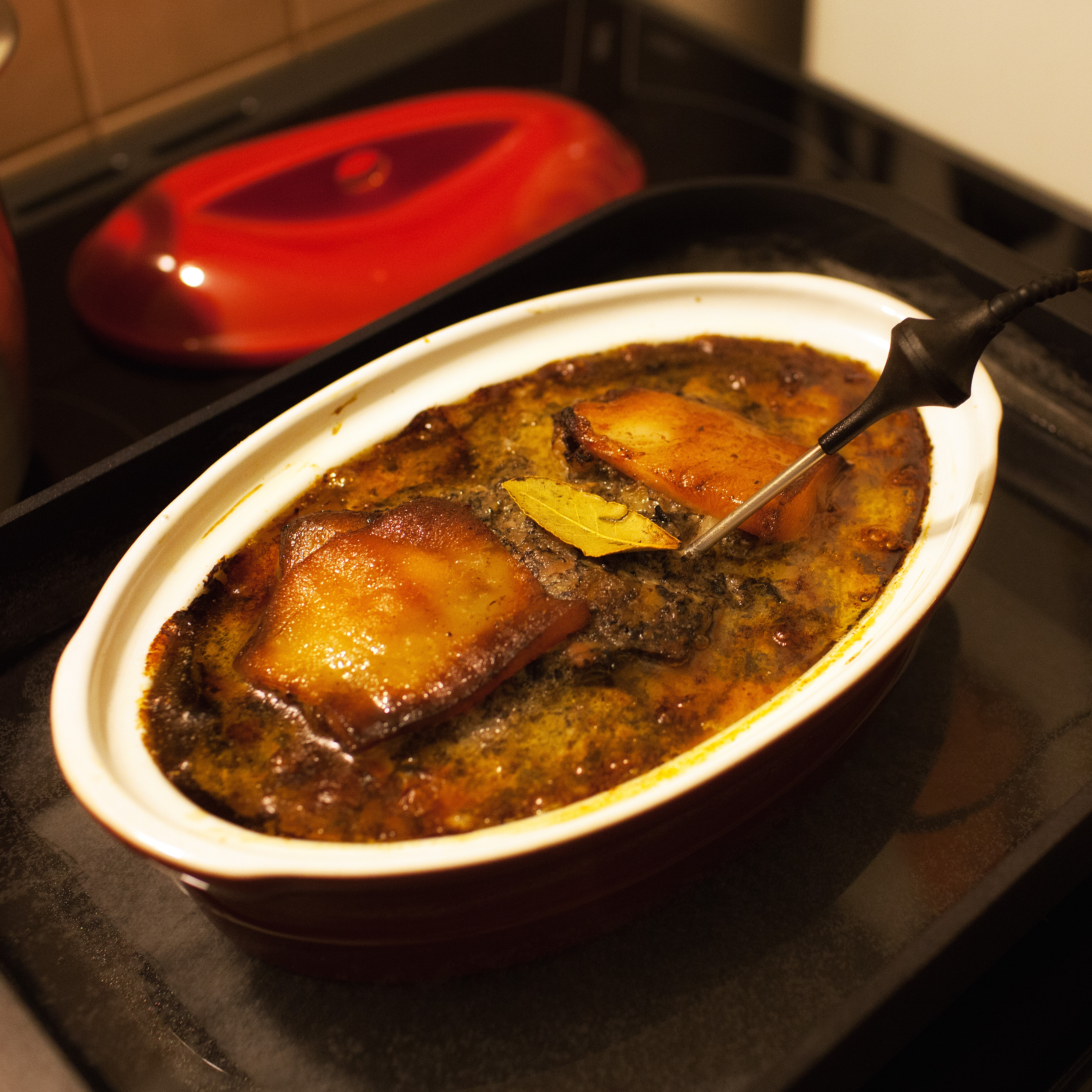
法式燉兔
將兔子圈養起來作為食物來源的歷史可追溯自西元前一世紀，在西方，羅馬作家老普林尼曾提到一些人用籠子和一種稱為「leporaria」的圍牆來養兔子，當時人們將兔子集中飼養在延伸至地下的高牆中；此外老普林尼還提到說，在古羅馬，剛出生的兔子的肉被認為是一種美食。
古代中國也有食用兔子的紀錄，根據《本草綱目‧獸之二》的記載，兔肉「辛，平，無毒」，也就是說兔肉是一種可以吃的食物，《本草綱目》裡面還提到說兔肉「甘，寒」，同時本草綱目還引用陶弘景的話說「用兔子肉煮成的羹湯，對人是有好處的；不過孕婦吃兔子肉的話，小孩會得唇顎裂；另外，兔子肉不可和雞肉、雞肝和雞心一起吃，一起吃的話人的臉色會發黃；此外，將兔肉和水獺的肉一起吃，會得到『遁尸』的病；將兔肉和薑或橘子一起吃的話，會得到心痛、霍亂等疾病；此外，兔肉也不能和芥一起吃。」
台灣在光復前既普遍養兔食用為當時流行的農村副業，中華民國政府曾多次嘗試在台灣建立養兔產業，在西元1970年代畜產試驗所還曾進行一連串實驗，以期能協助民間實現企業化養兔；然而時過境遷，80年代經濟起飛後台灣民間逐漸將兔子視為寵物，因此台灣養兔產業逐漸走向衰退，自民國79年（1990年）後，台灣民間飼養的兔子數量便逐漸下降，而民間養兔業者為求生存，也逐漸轉型飼養寵物兔。

## 生產兔肉的技術問題

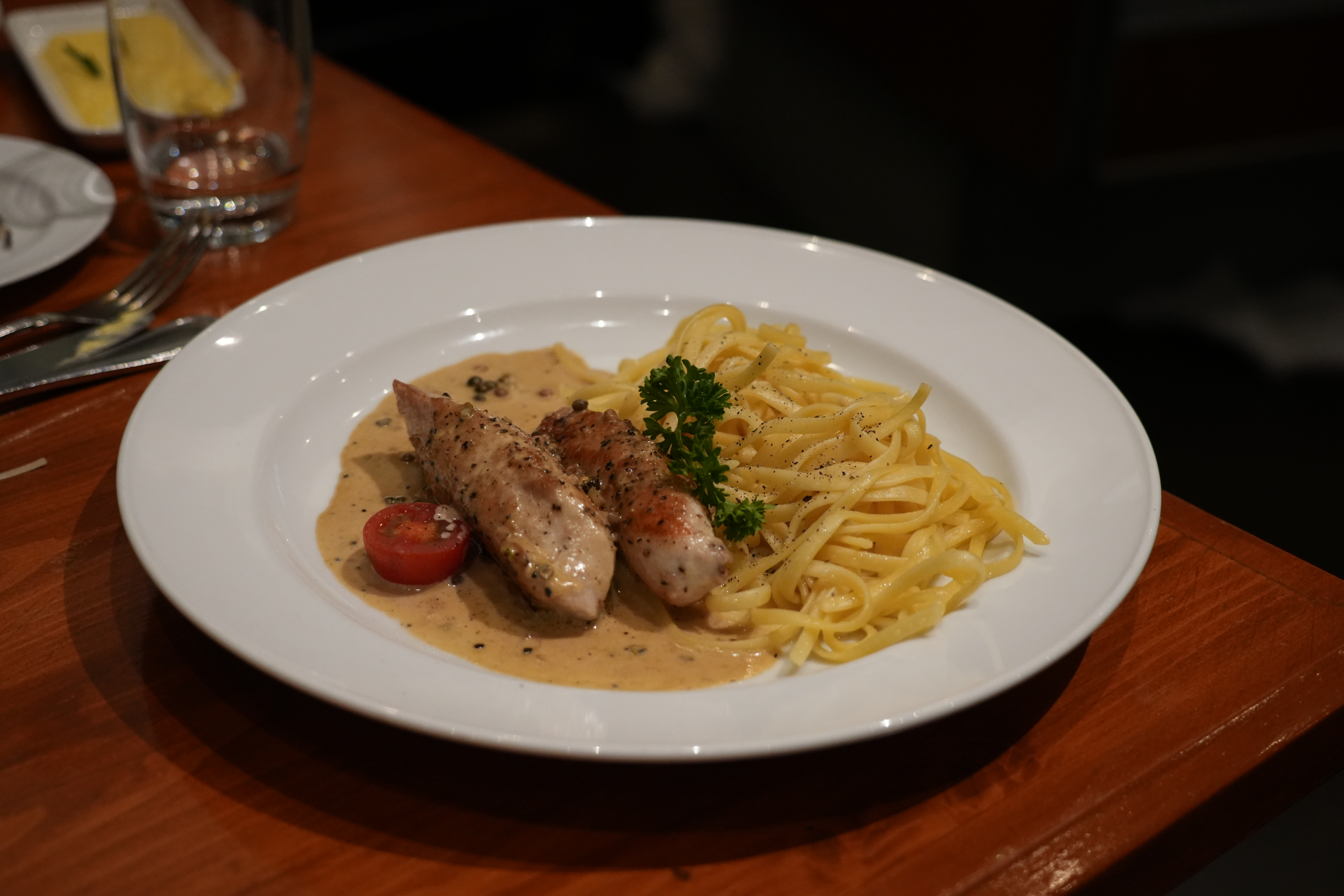
兔柳配義大利寬麵和奶油胡椒汁

兔可利用粗草料而生產高品質的兔肉，提供優良蛋白質來源，對於人類面臨糧食不足之危機情形下，係一深具潛力之產業。全世界兔肉產業鏈的地區集中在歐洲環地中海地區，其產量佔全世界之85%。
因為兔子只吃草又很會生的刻板印象，致使許多人誤以為可以用養兔來解決飢荒。根據統計資顯示，如果以以高穀物飲食飼養的肉兔，其FCR（全稱為feed conversion ratio，中文又做換肉率；數字越低代表將吃下去的食物轉化成肉的程度越高。）為2.5至3.0，換肉率遠低於肉雞，蛋白質保留率則更差，是故肉兔無法成為市場主流。若僅以草料飼餵兔子，其FCR則為3.5到4.0，只接近豬隻且蛋白質保留率更無法與肉豬相比。目前全球經濟動物的平均飼料轉換率由高至低分別為：肉牛約8.0、肉豬4.0、白肉雞2.0，水產動物則為1.6。

## 相關爭議
雖然兔屬於中華民國「畜牧法」所規範的家畜之一，但是台灣仍然發生民眾抗議吃兔肉事件，例如2007年立委羅世雄與反對吃兔肉的「兔寶貝急難救助小組」一起開記者會抗議農委會推廣兔肉，甚至有飯店業者推出兔肉料理導致動保人士反彈的情況。

## 圖片集

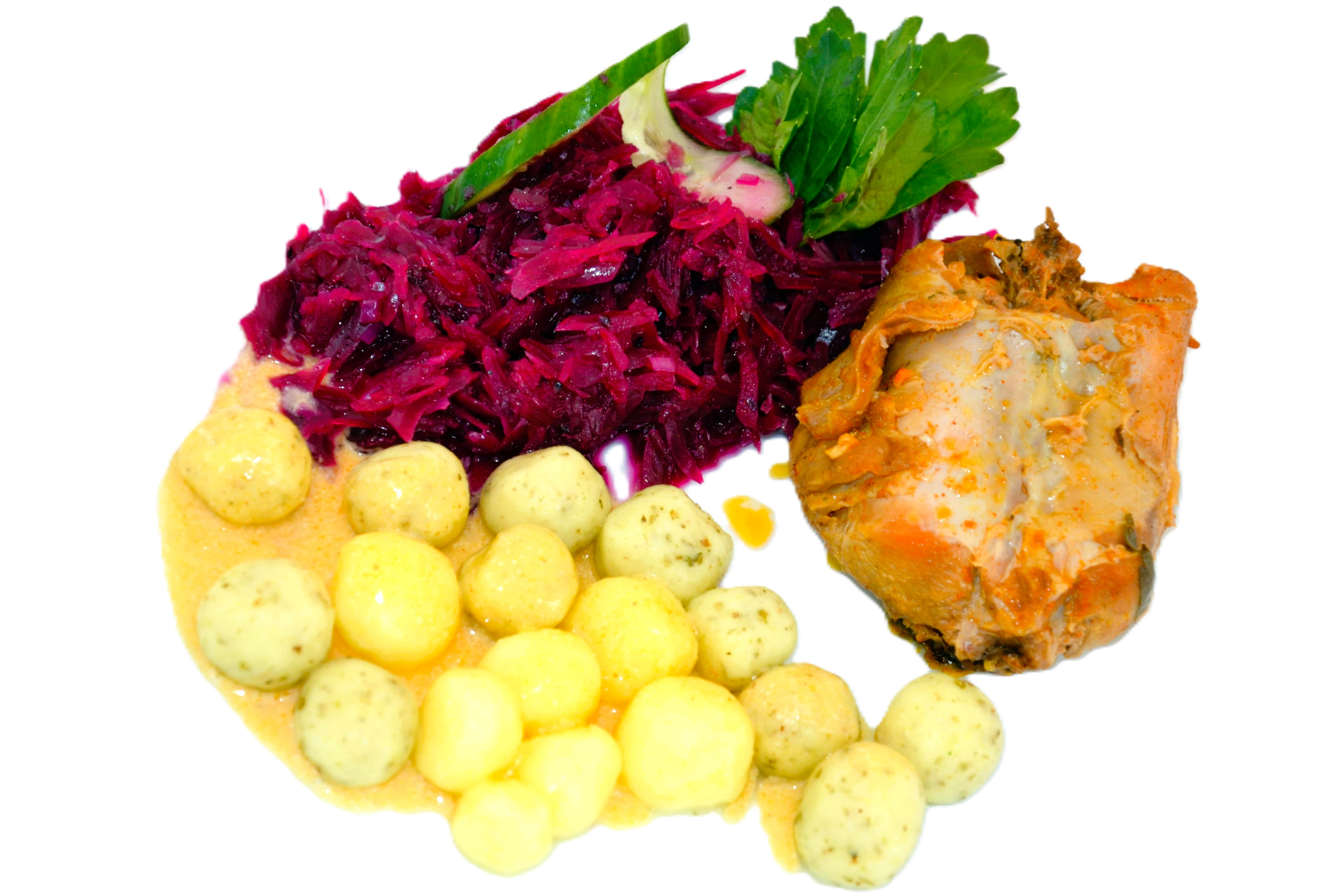
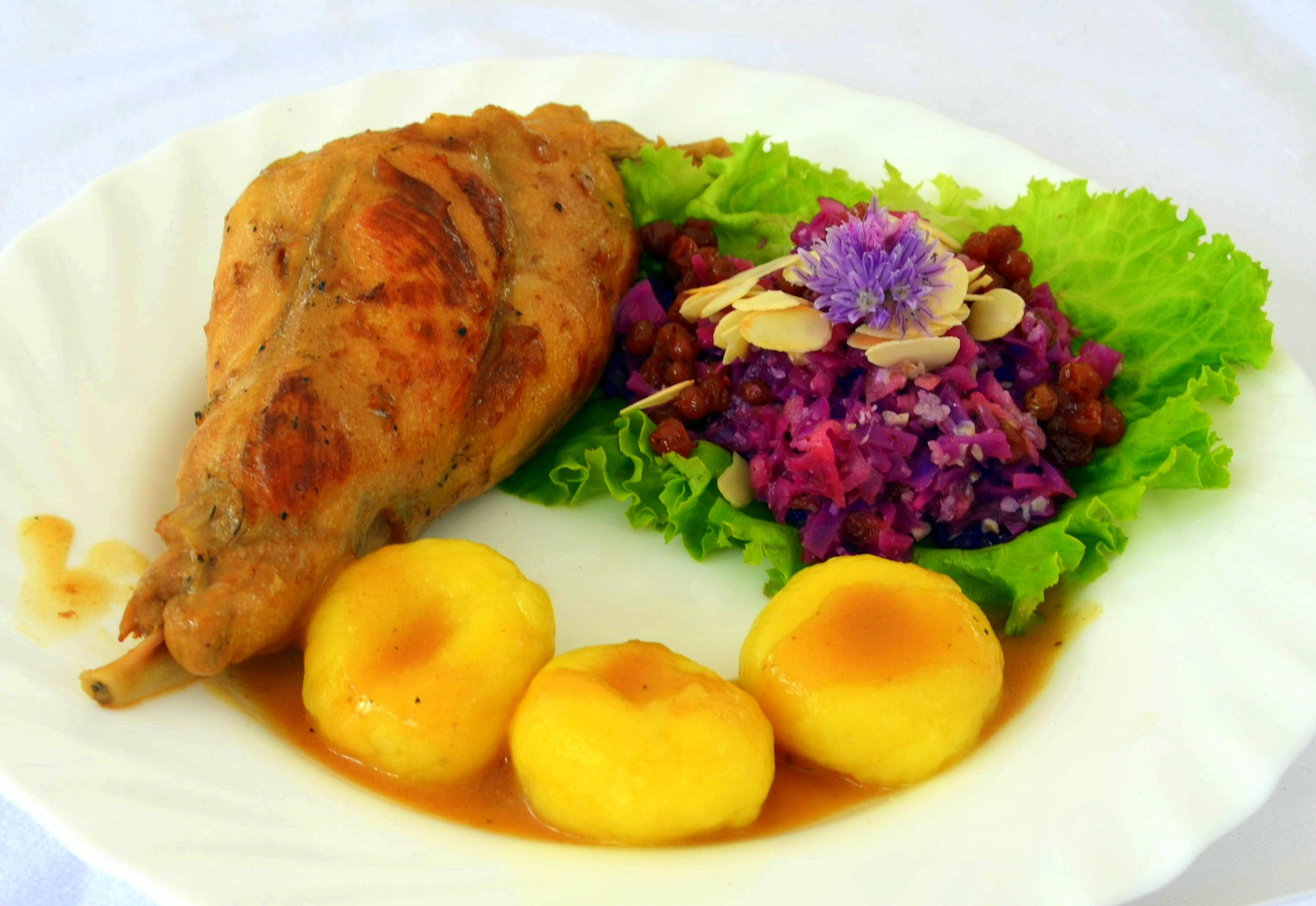
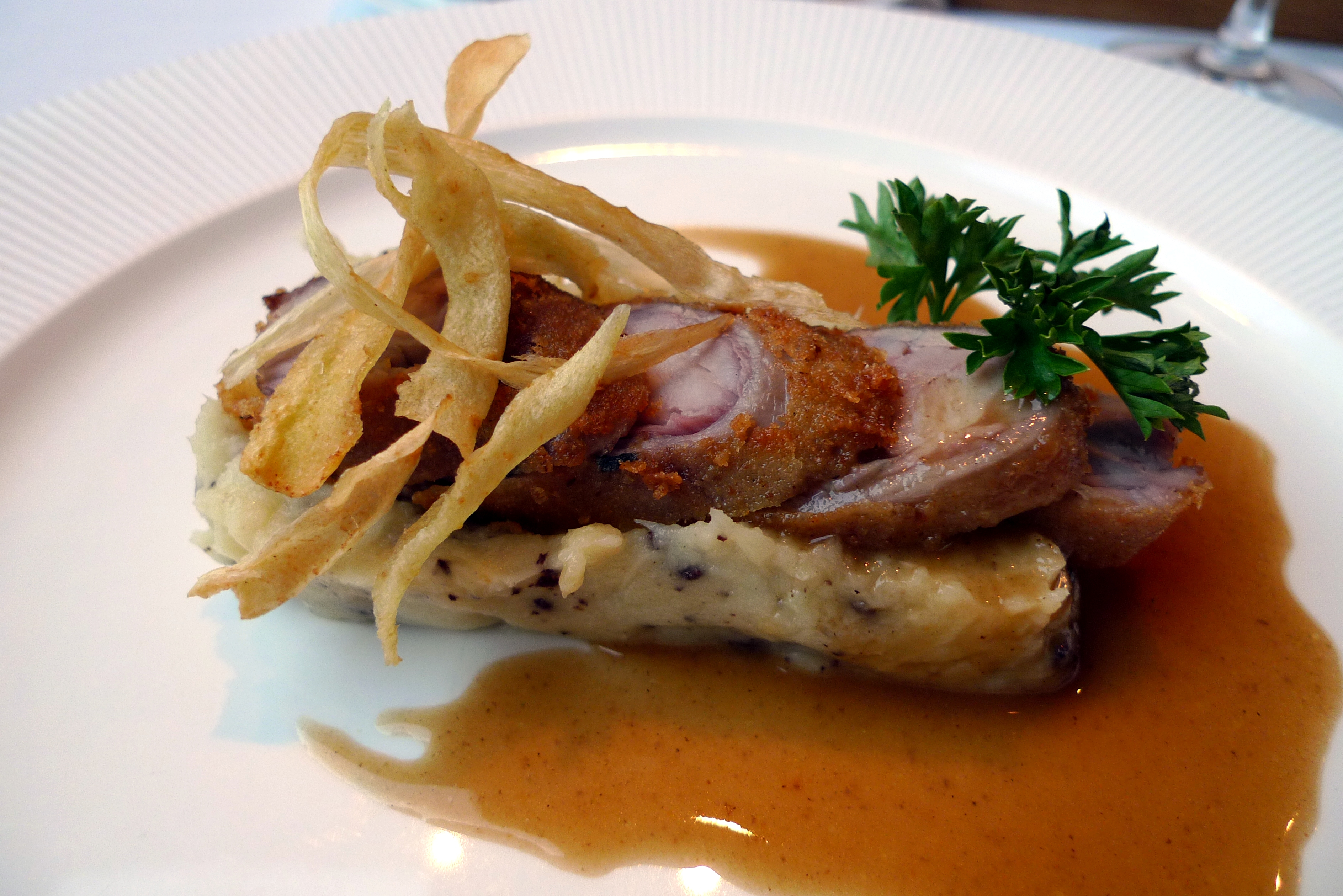
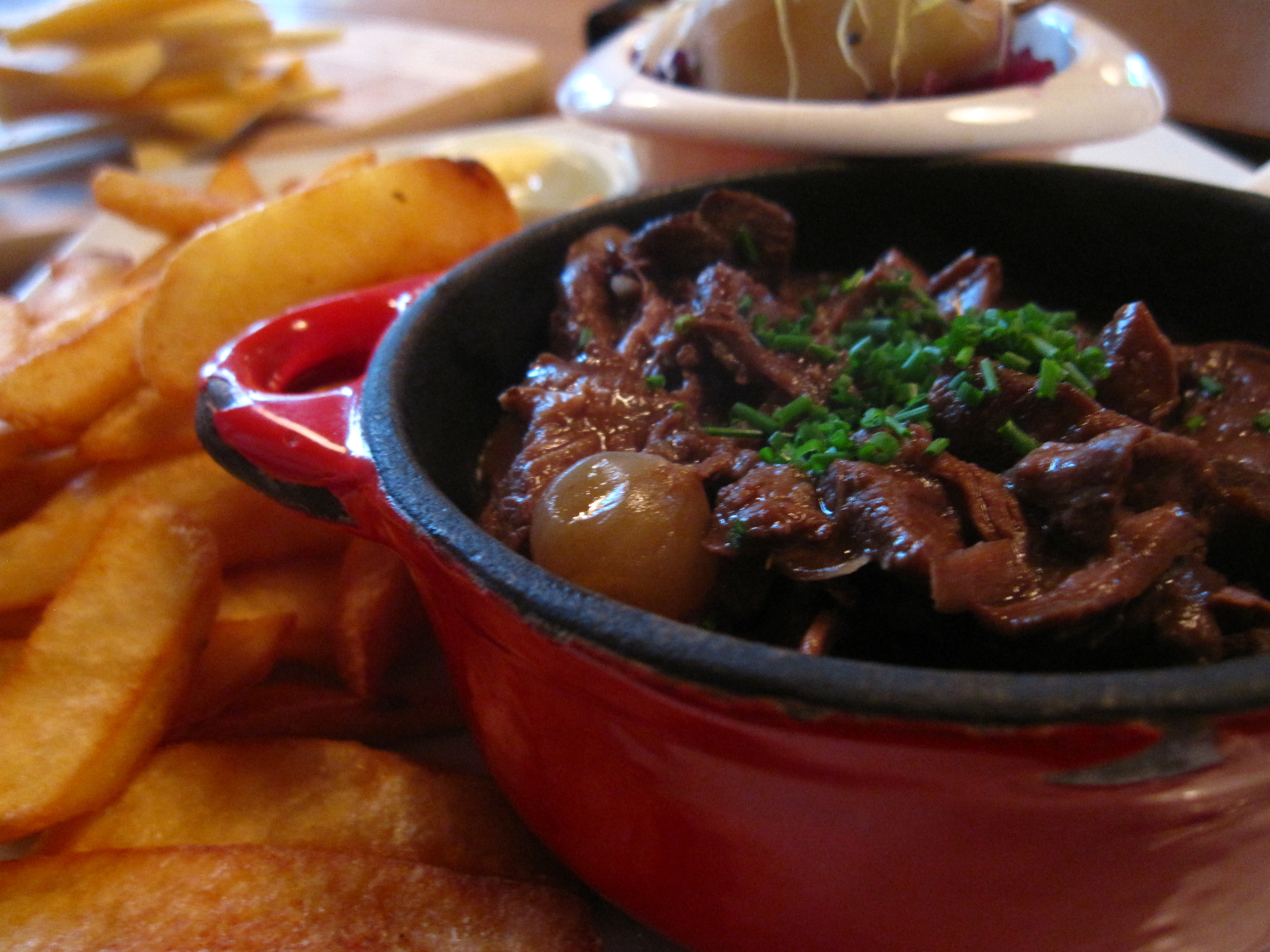
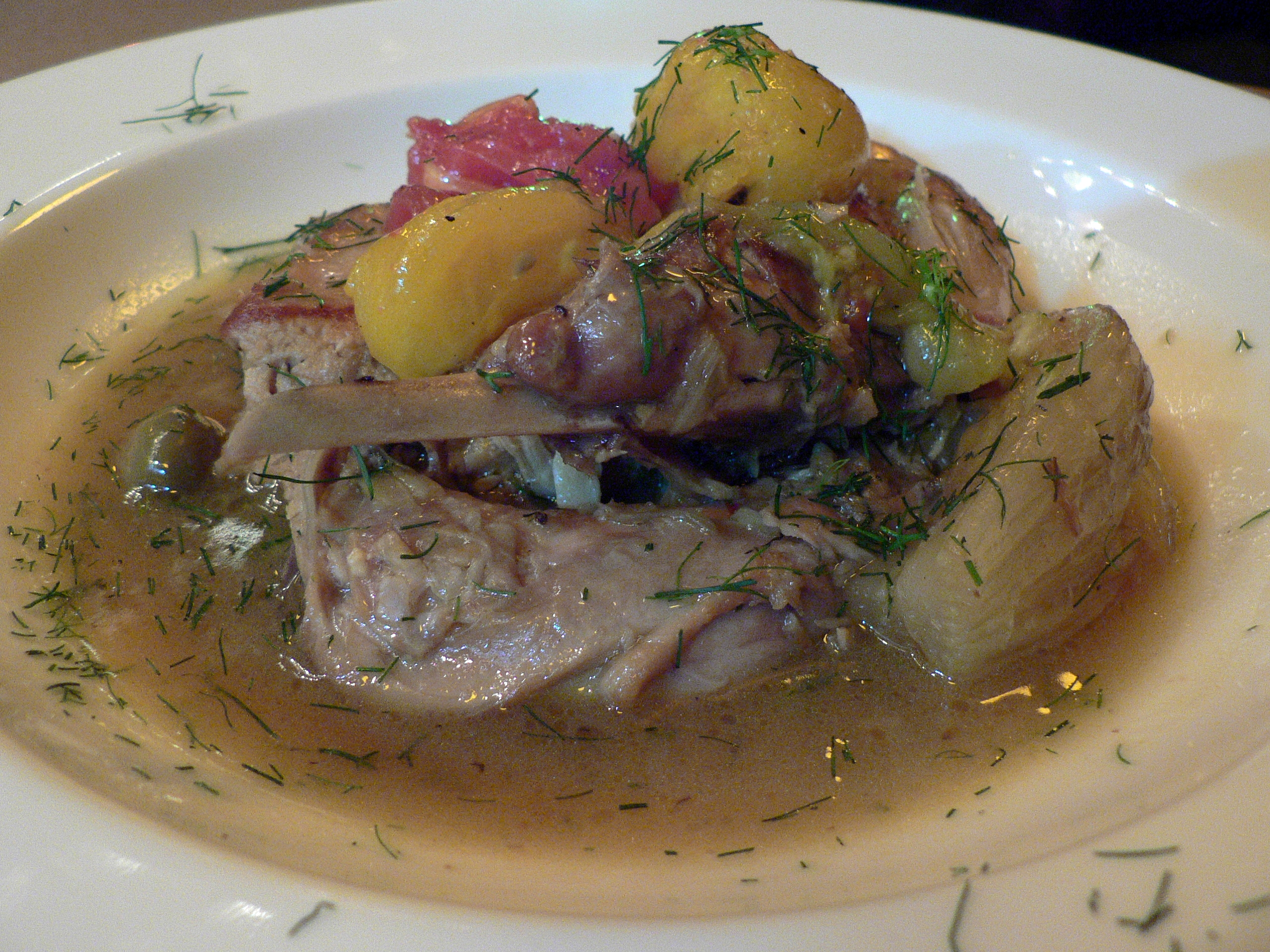
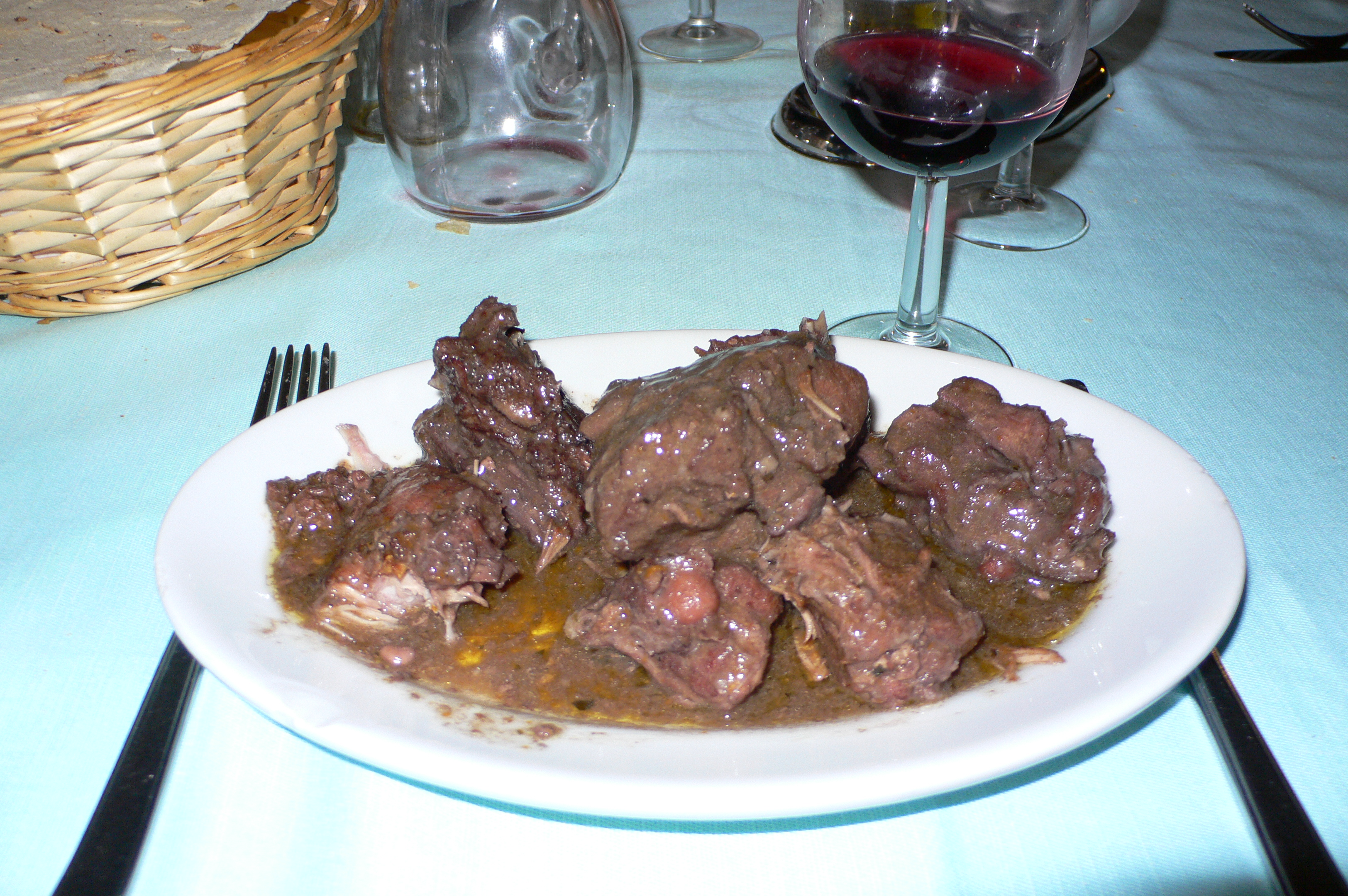
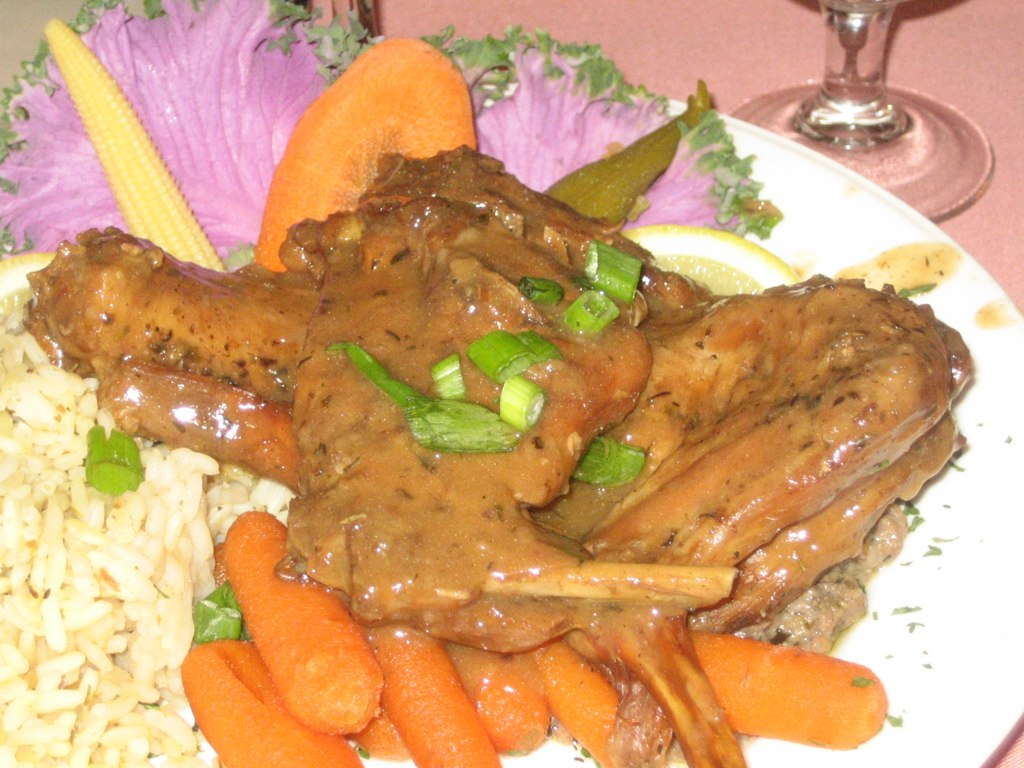
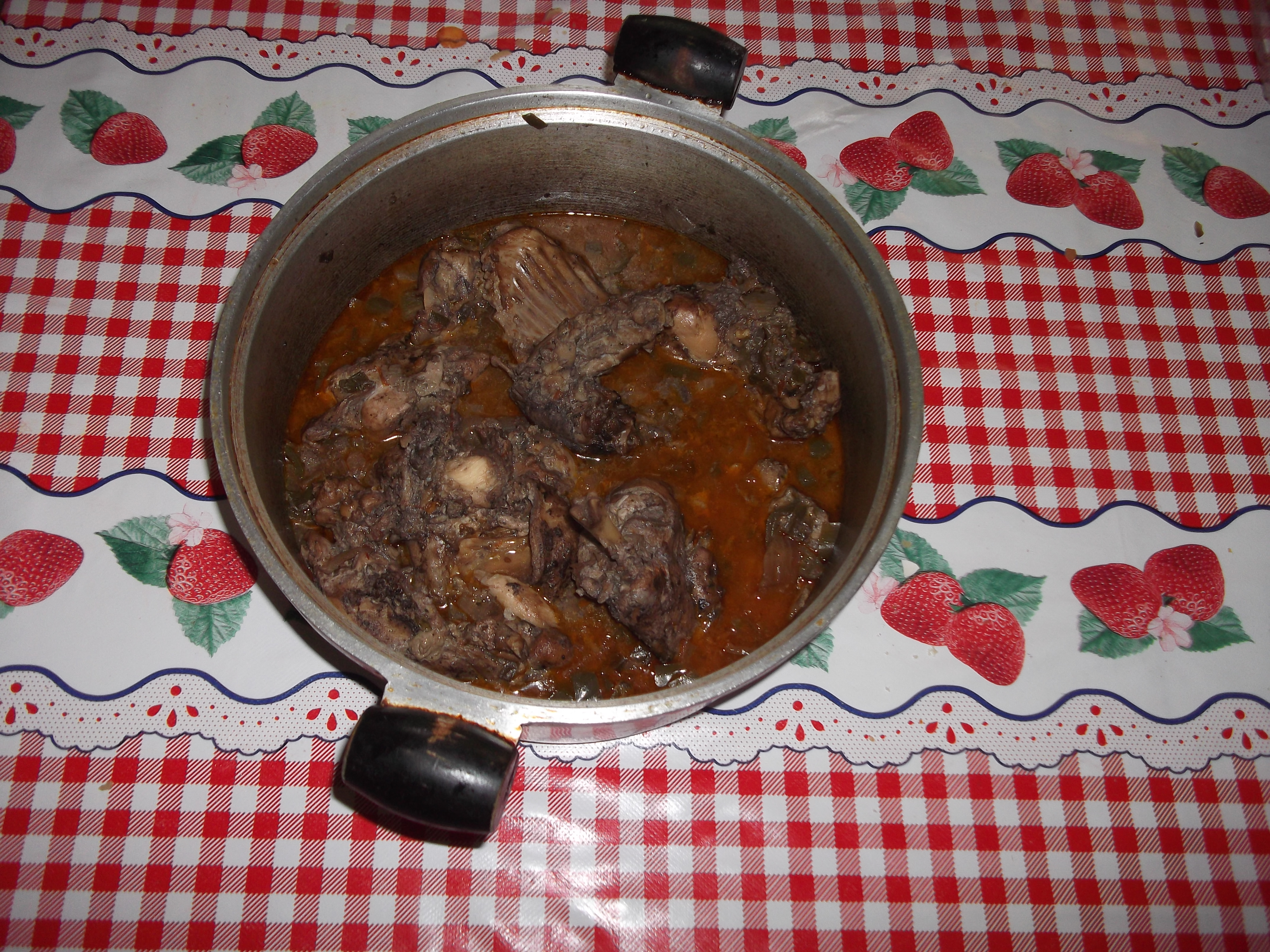
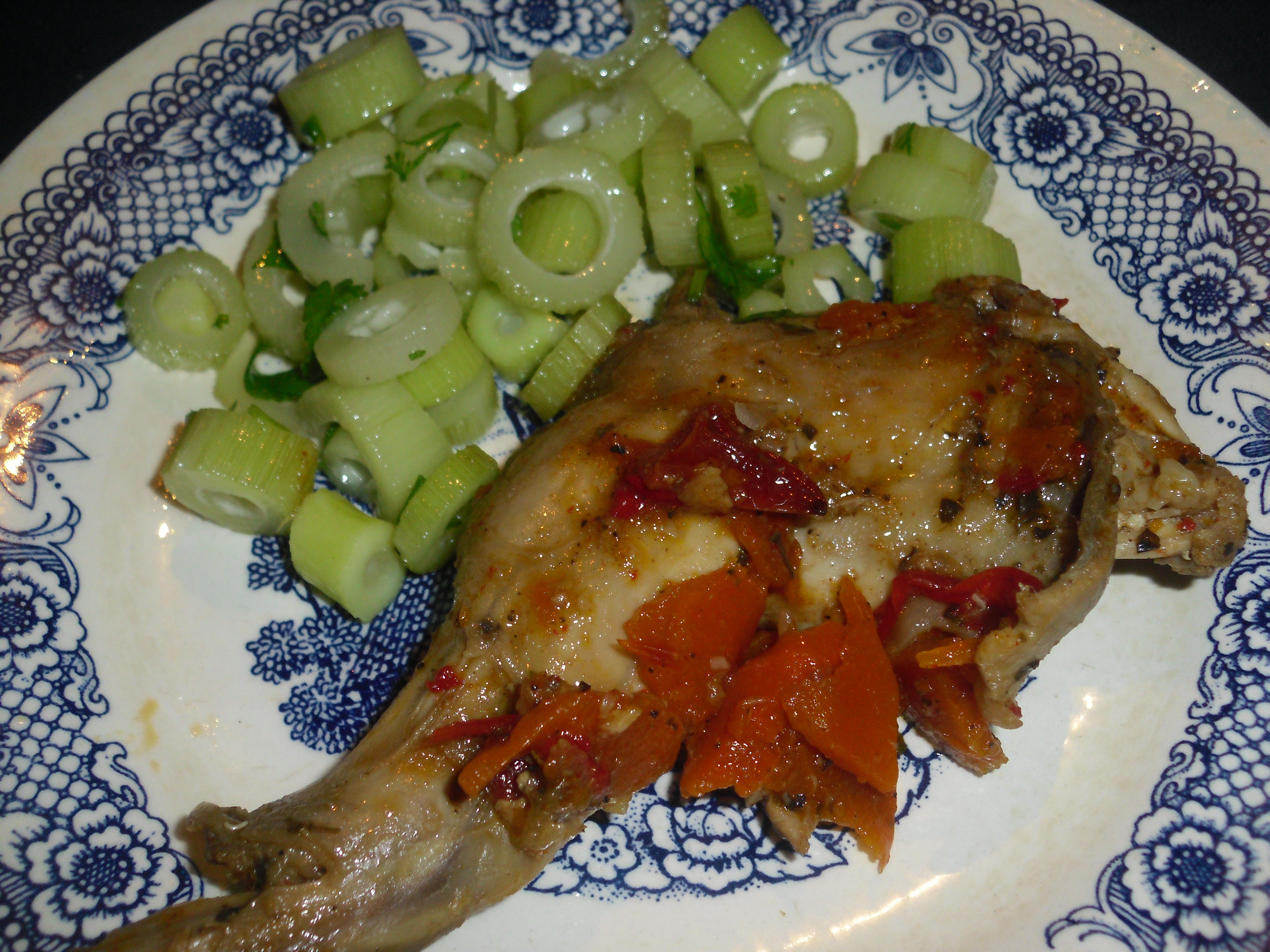
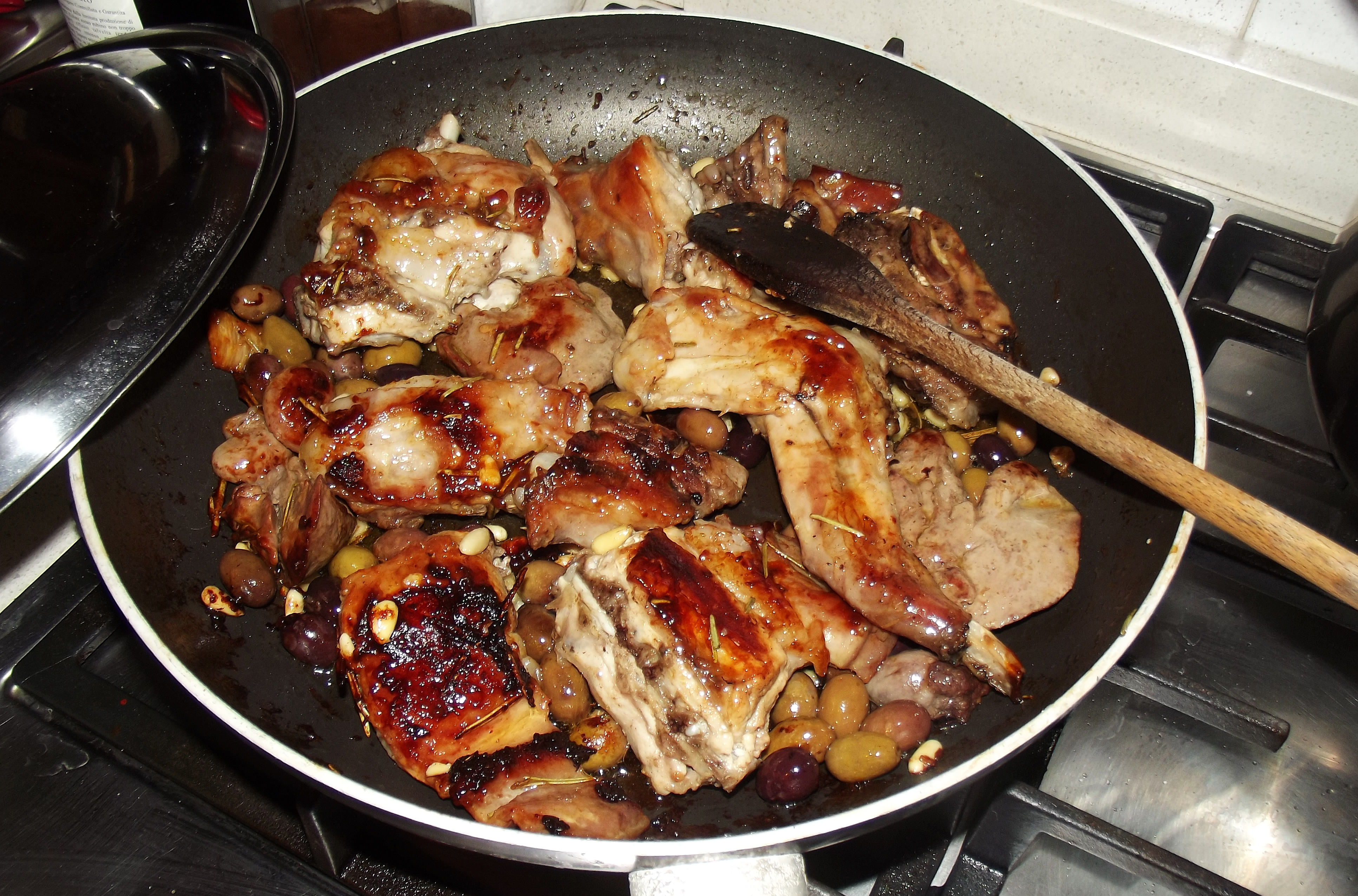
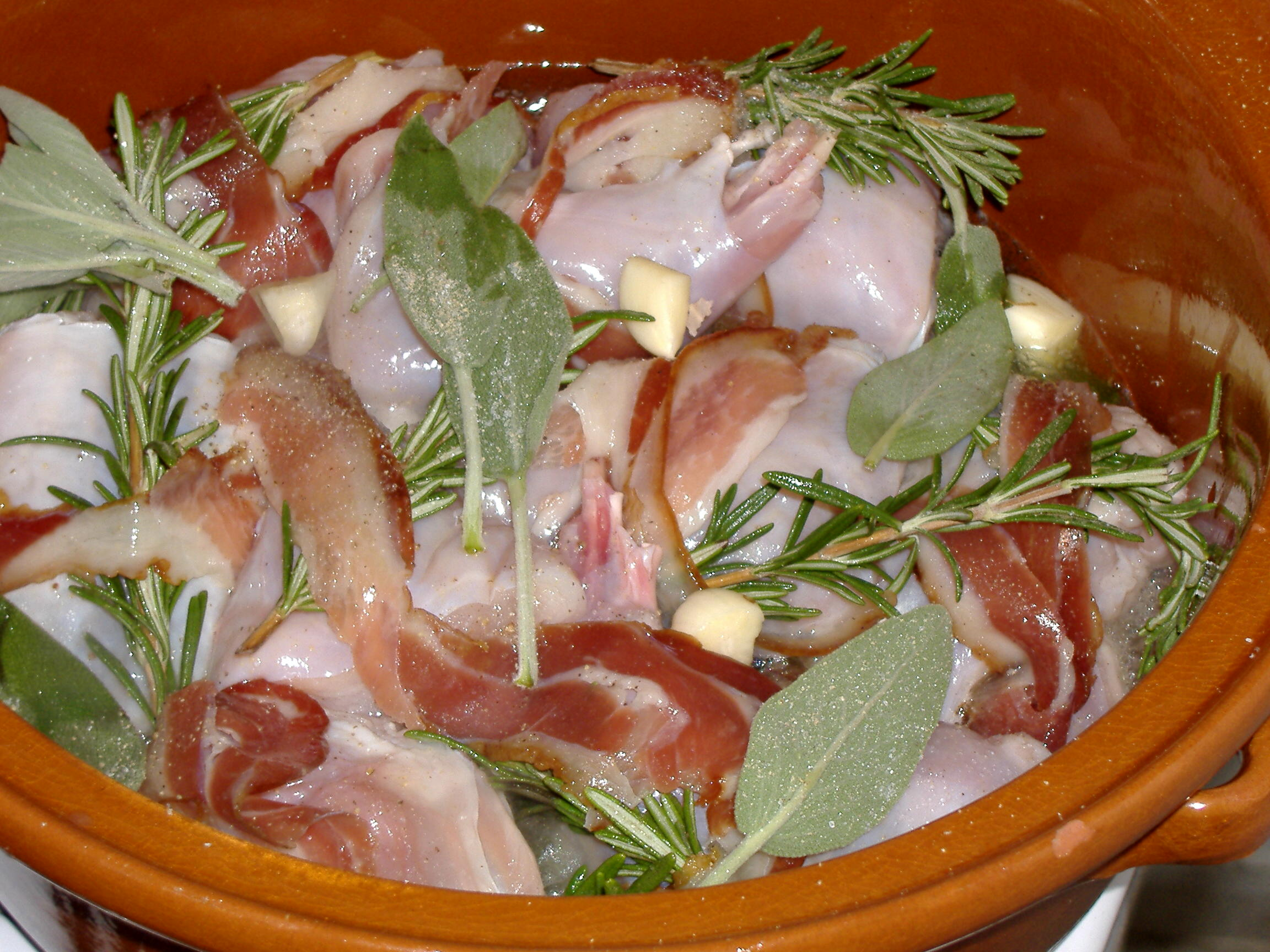
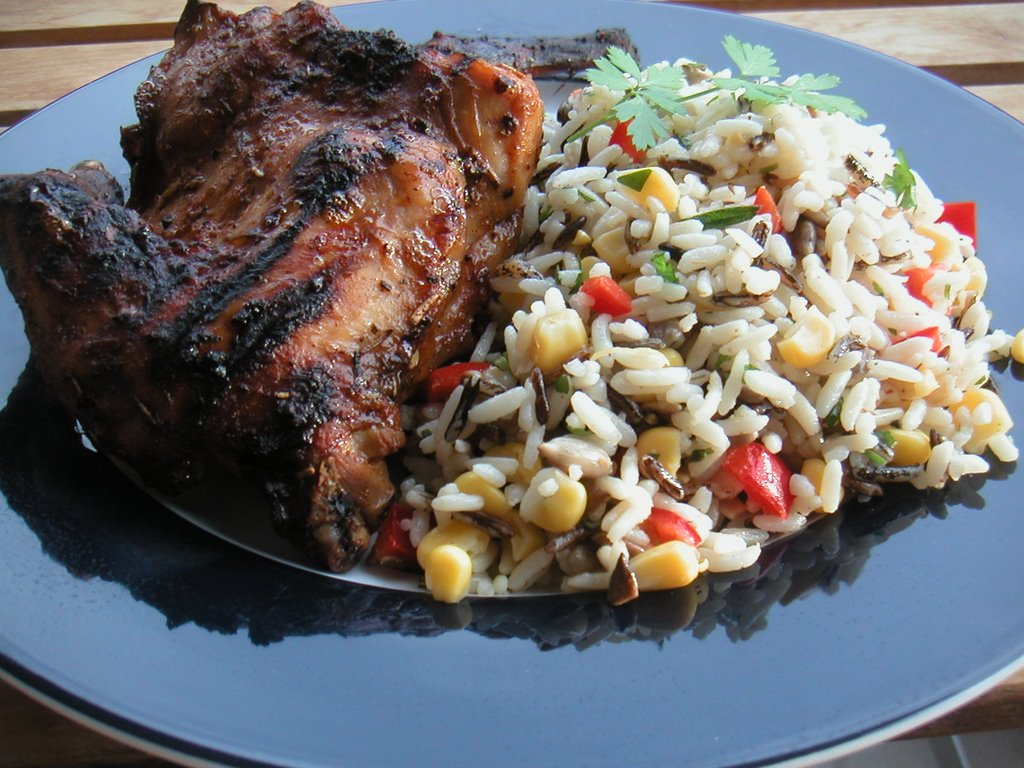
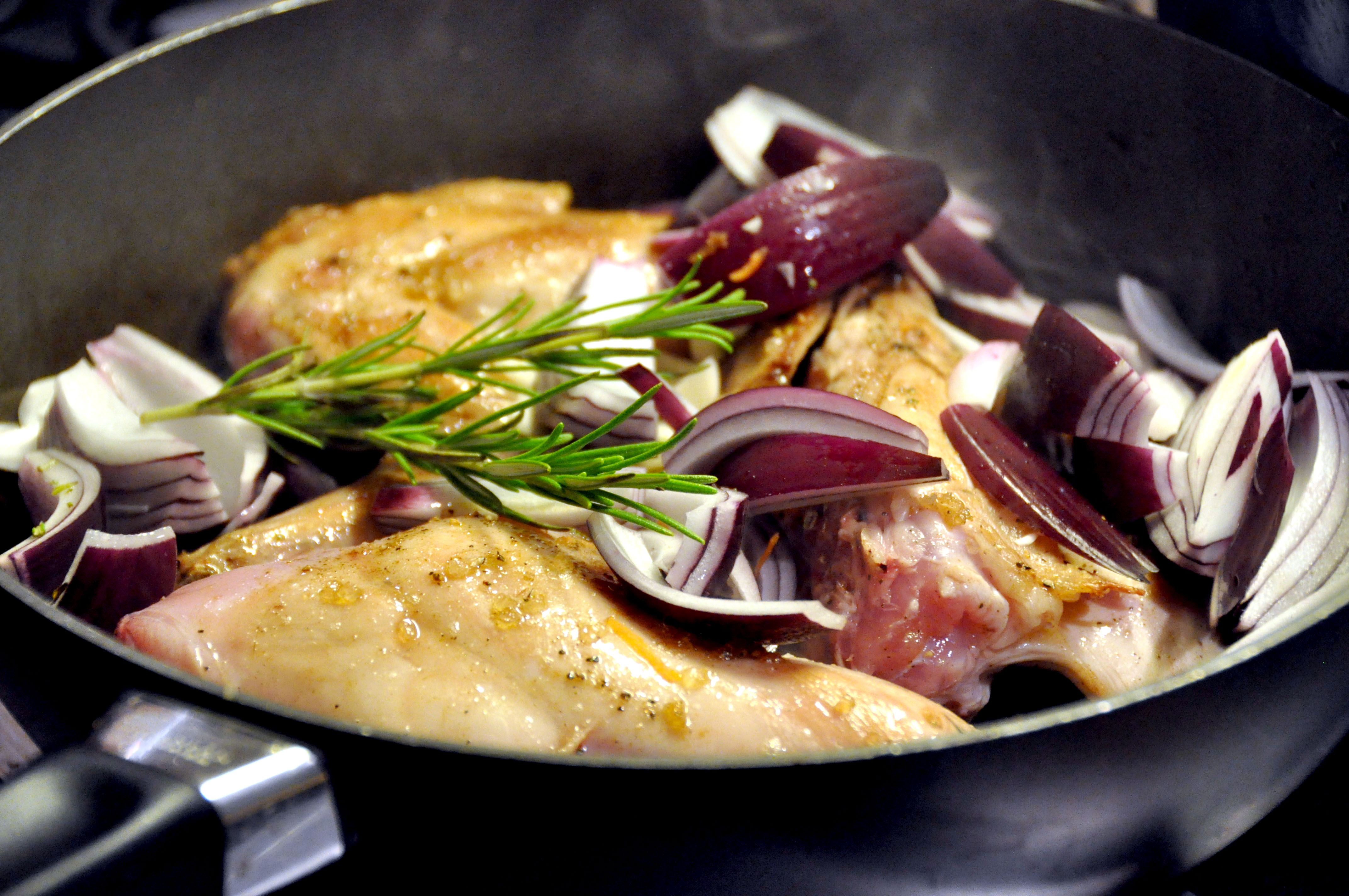
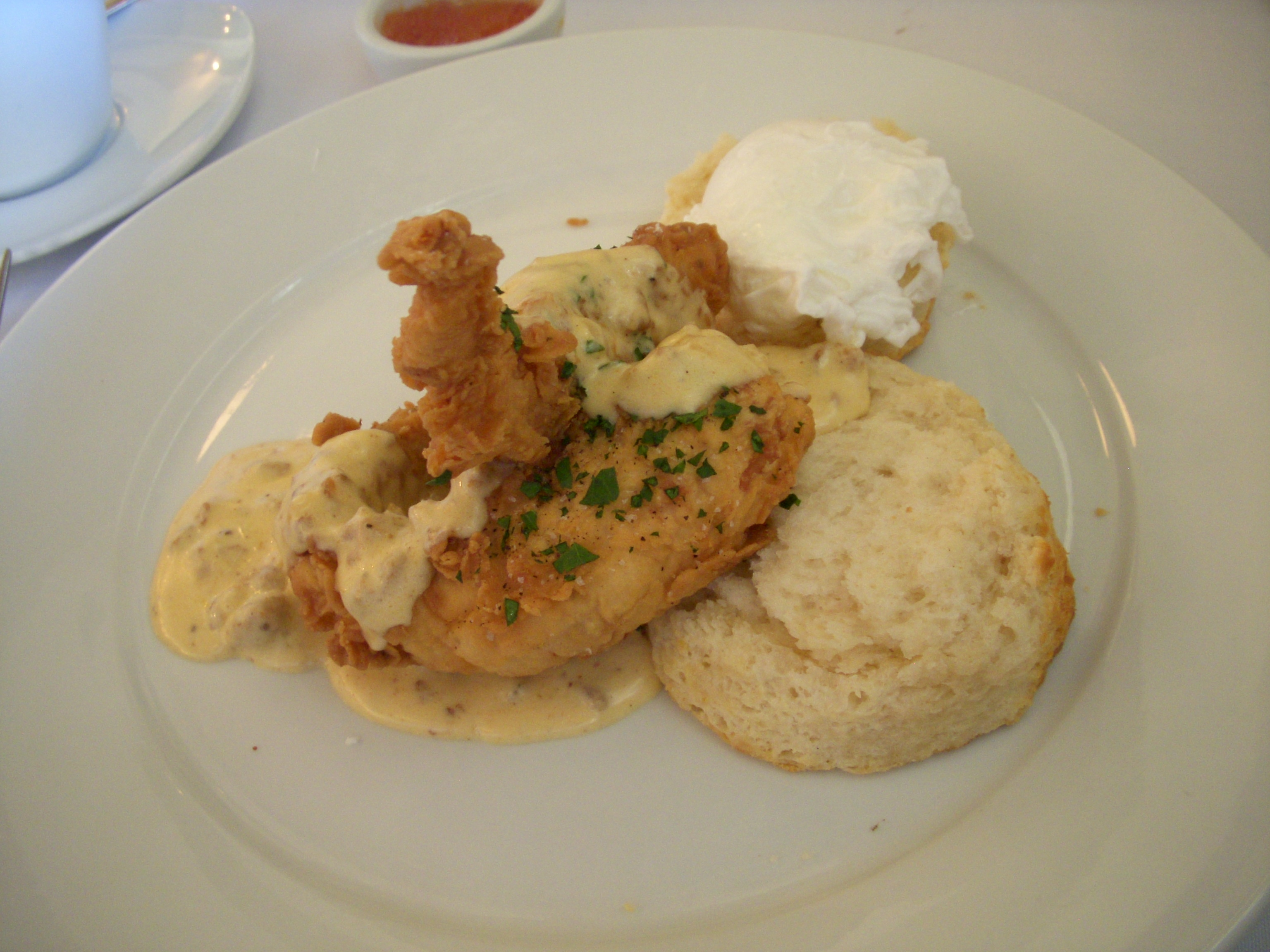
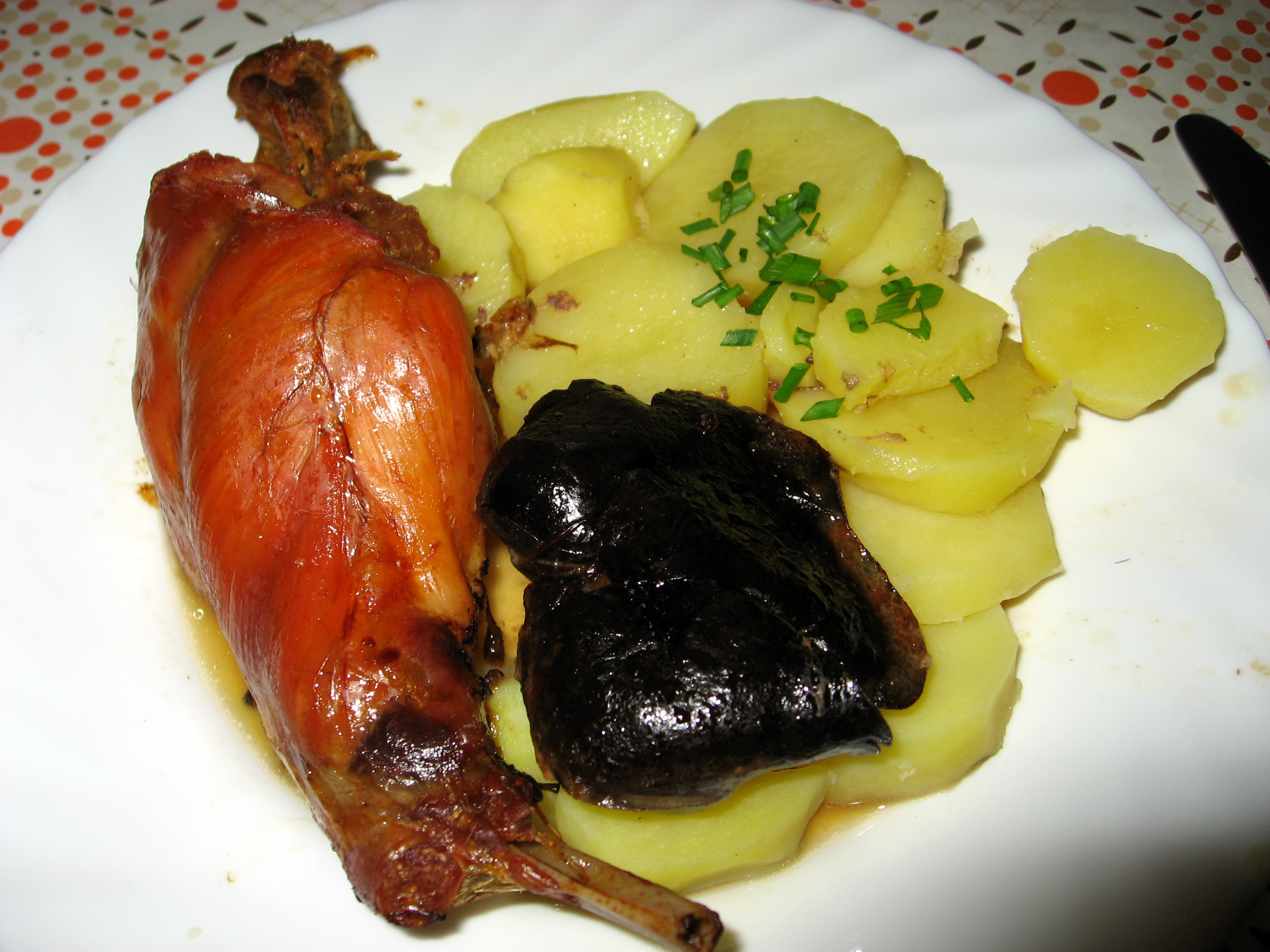
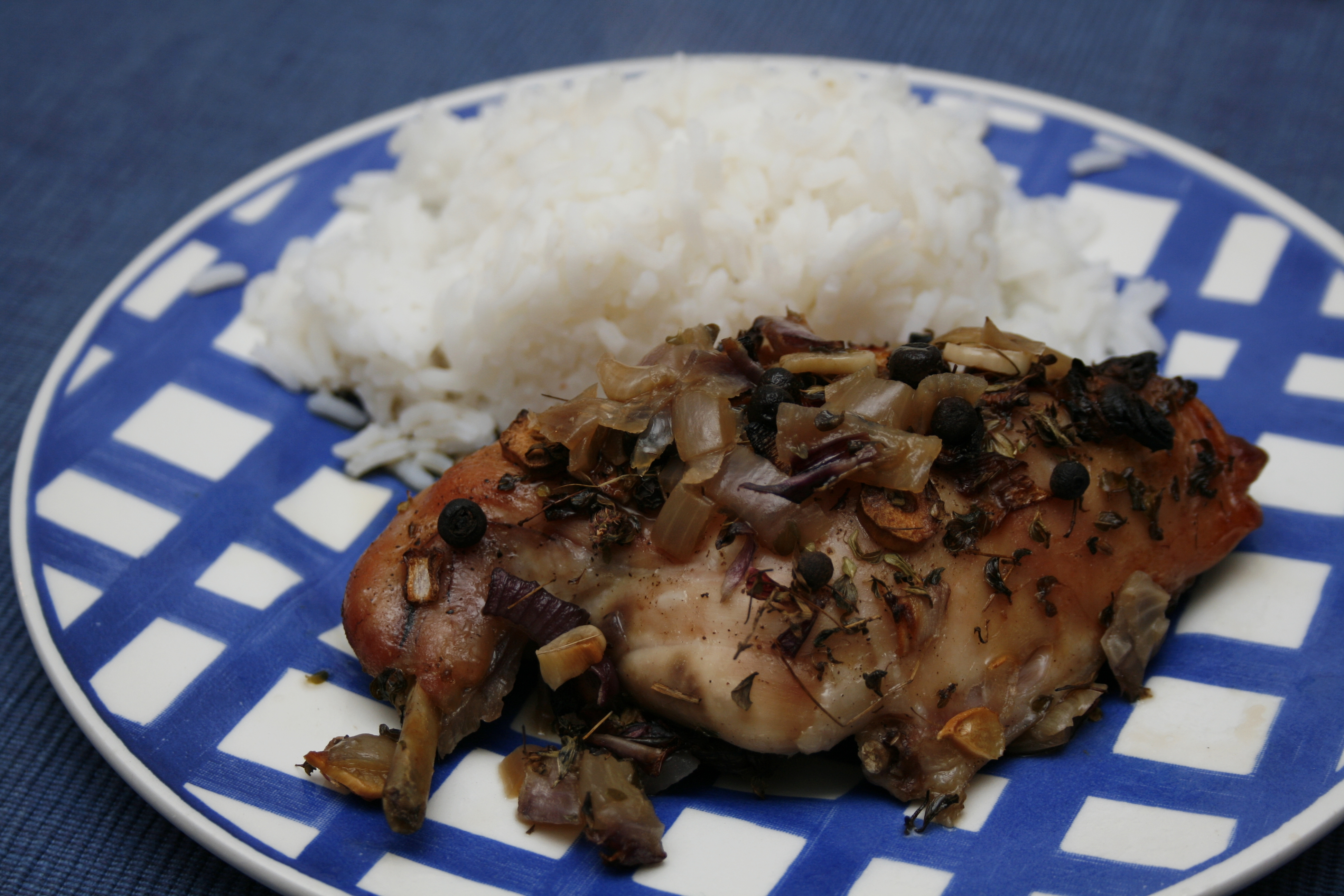
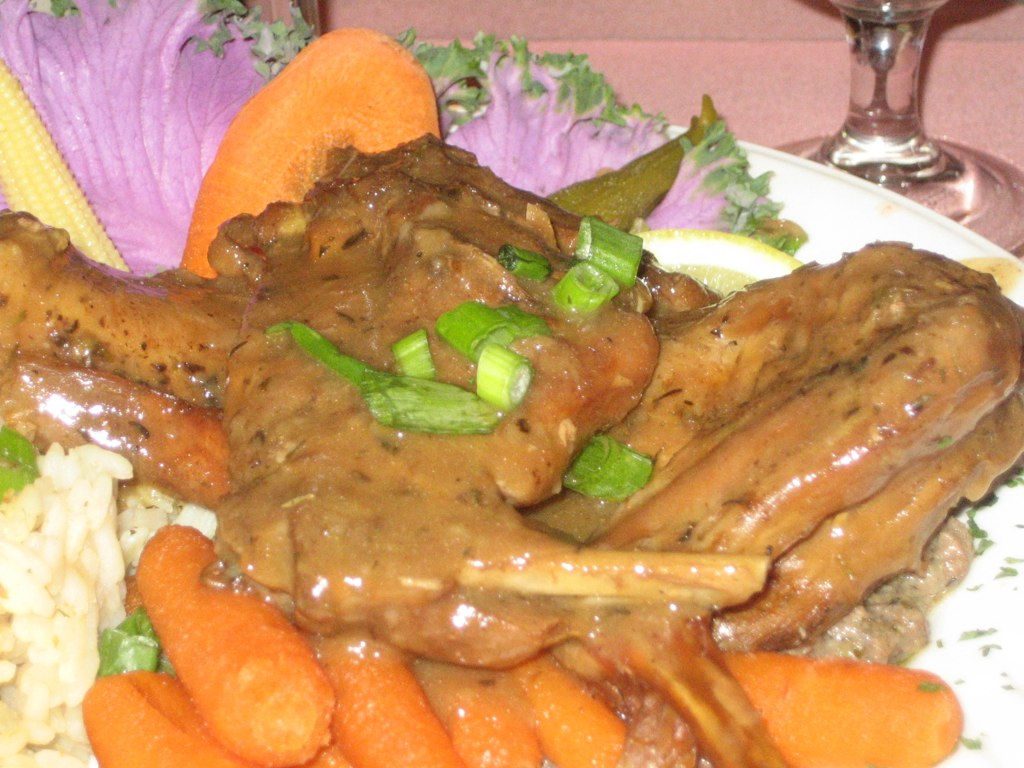
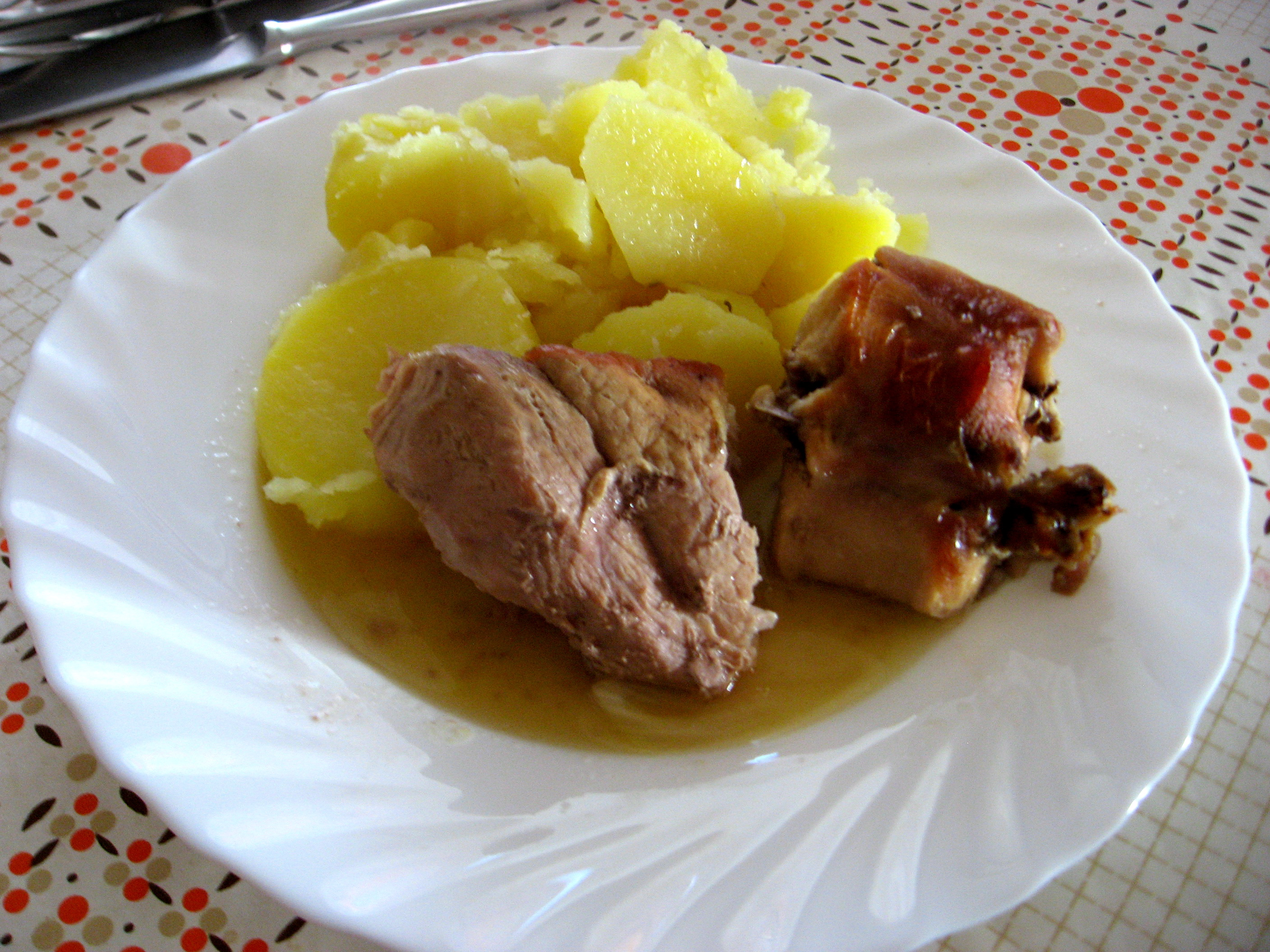
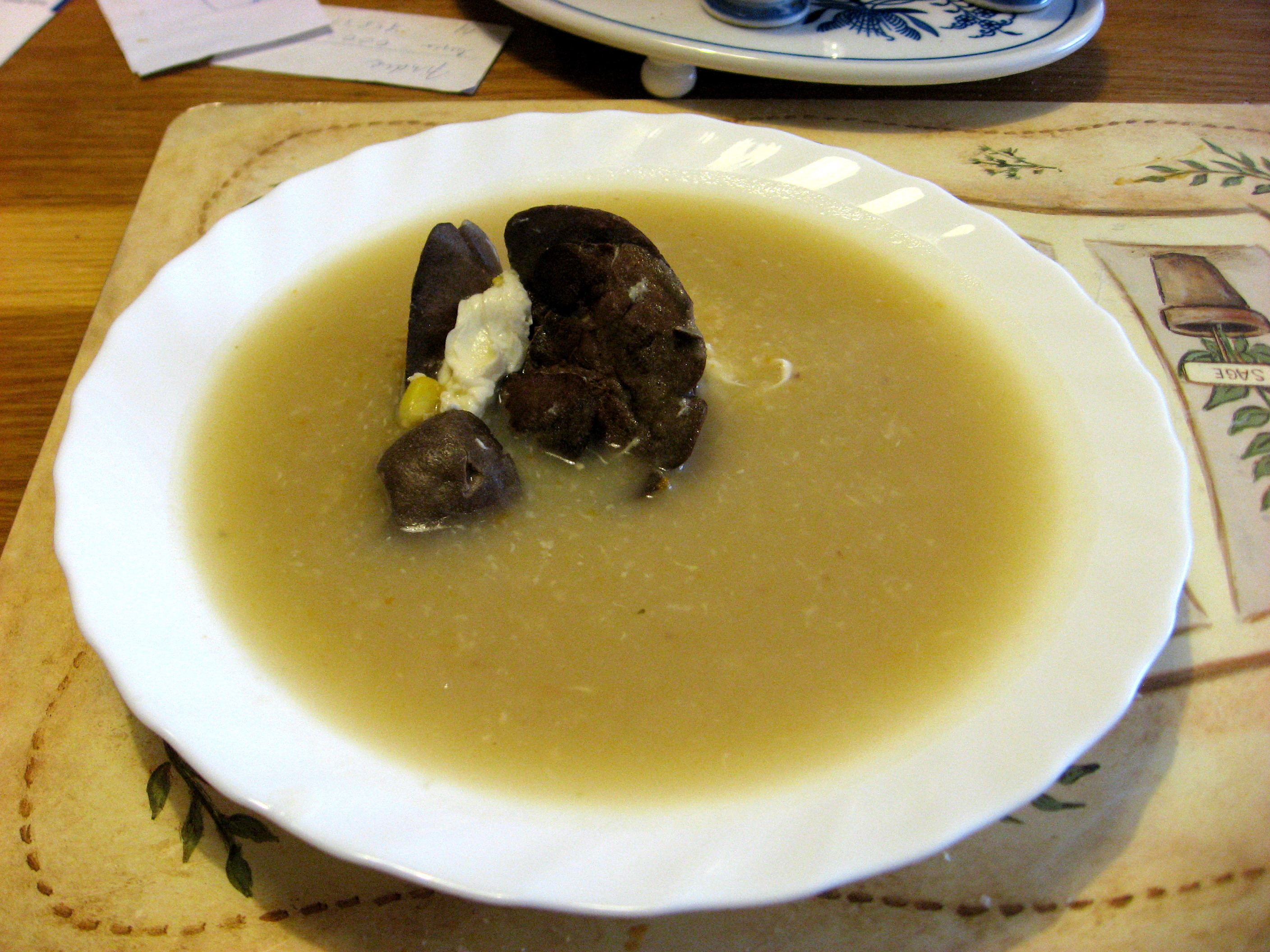
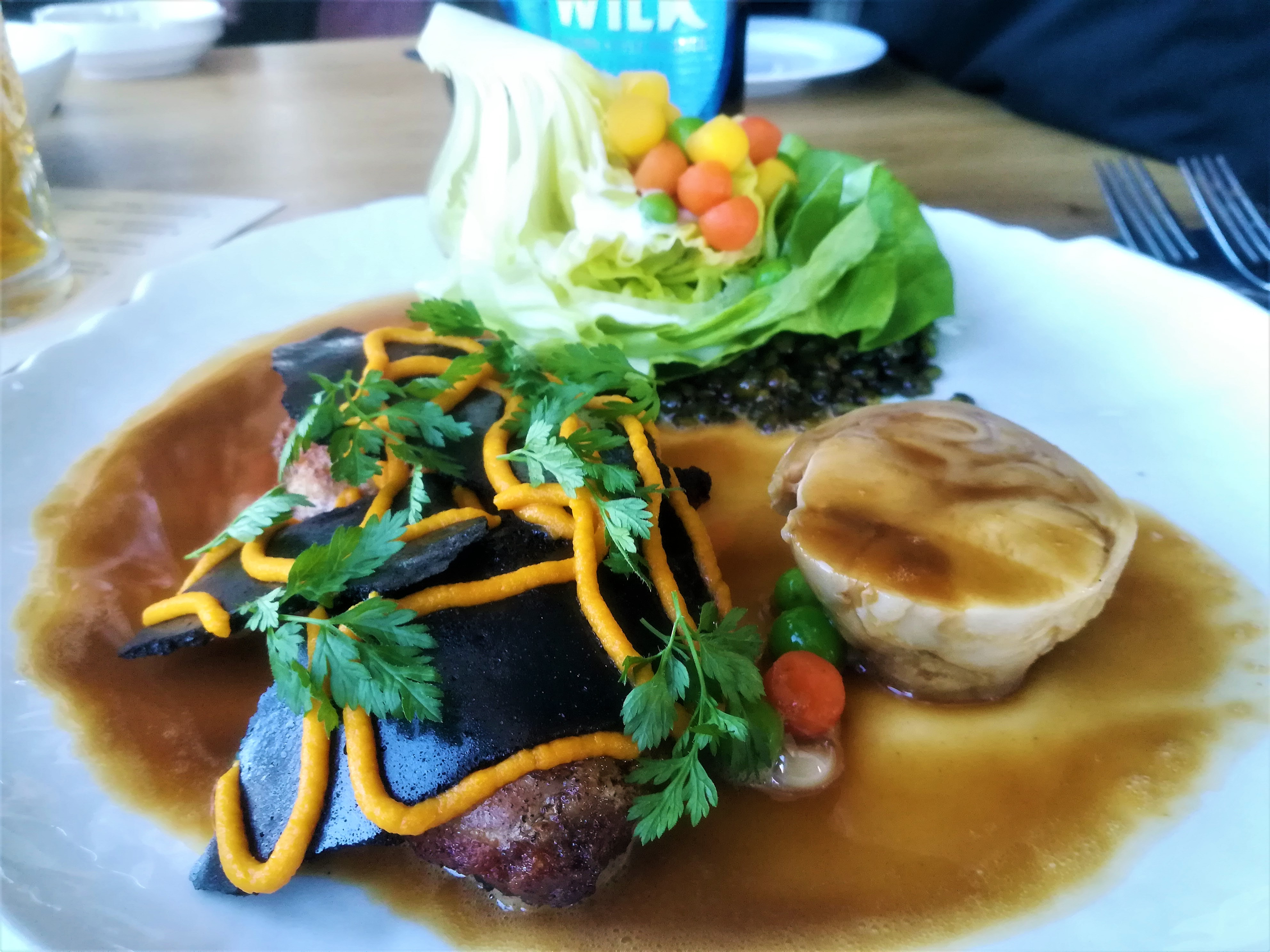
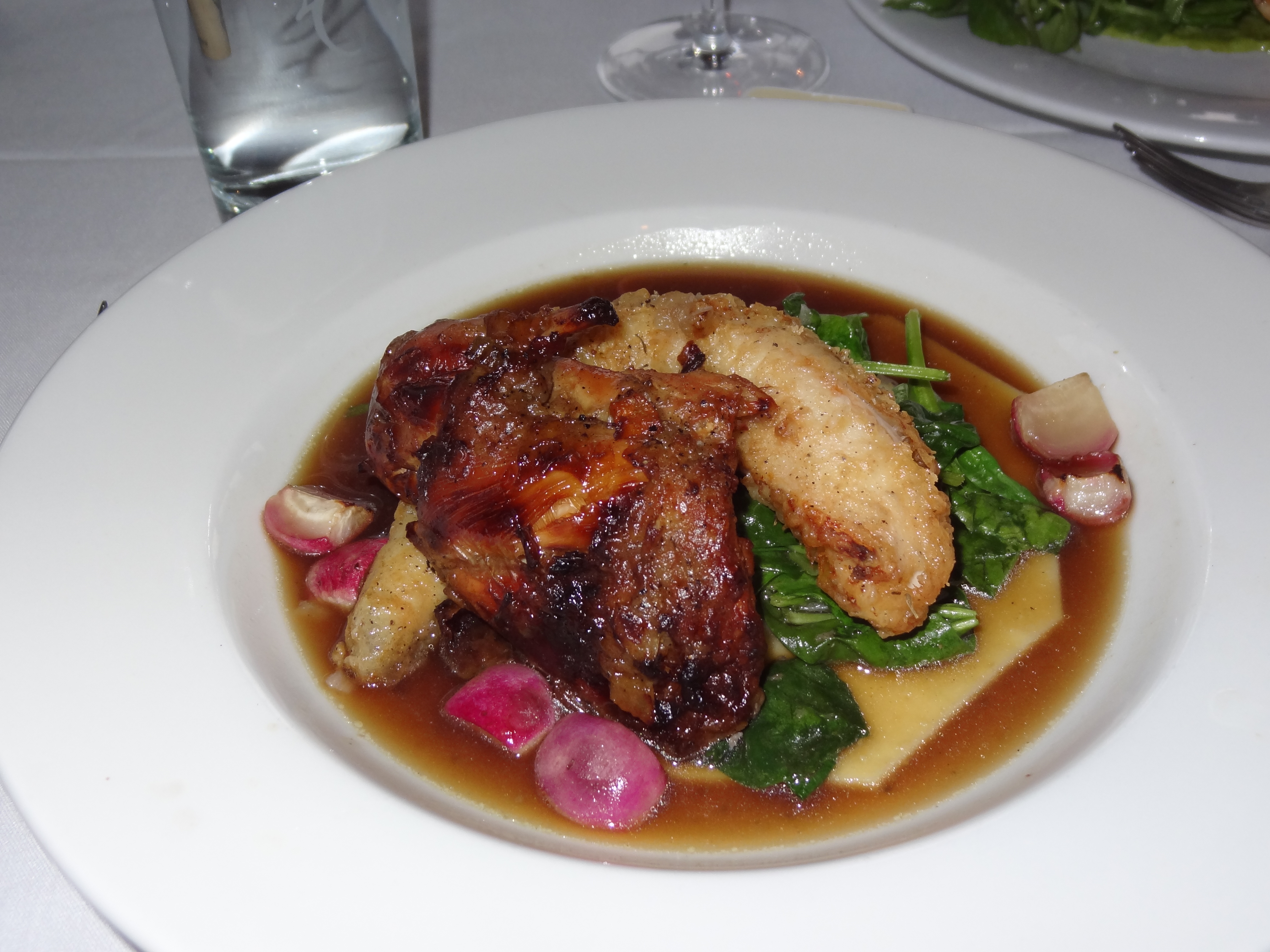
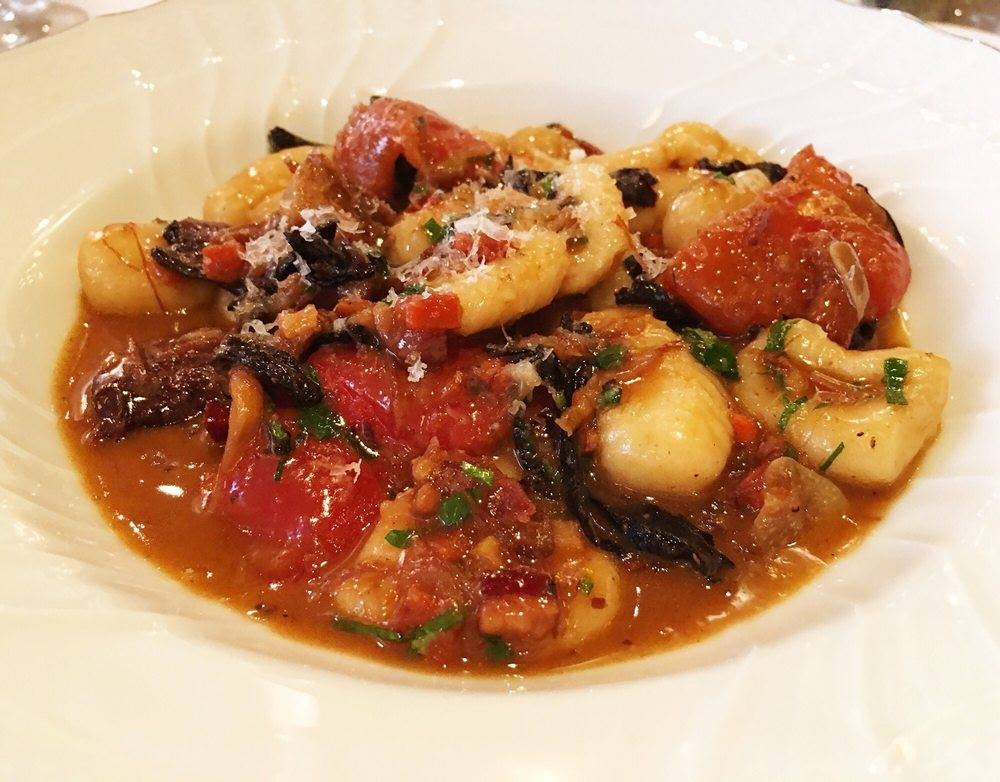
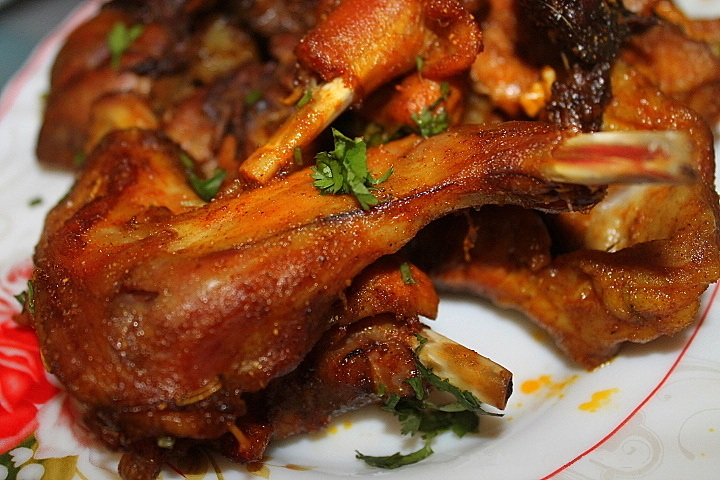
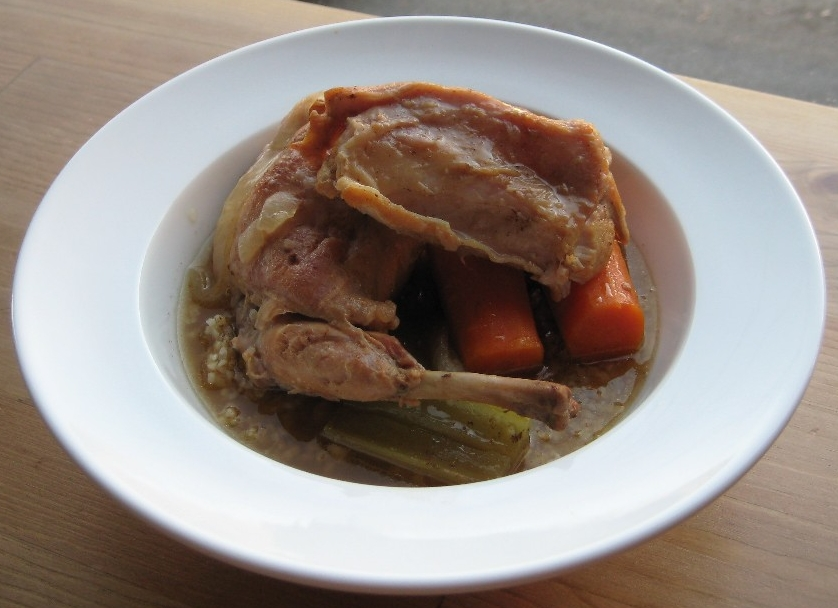
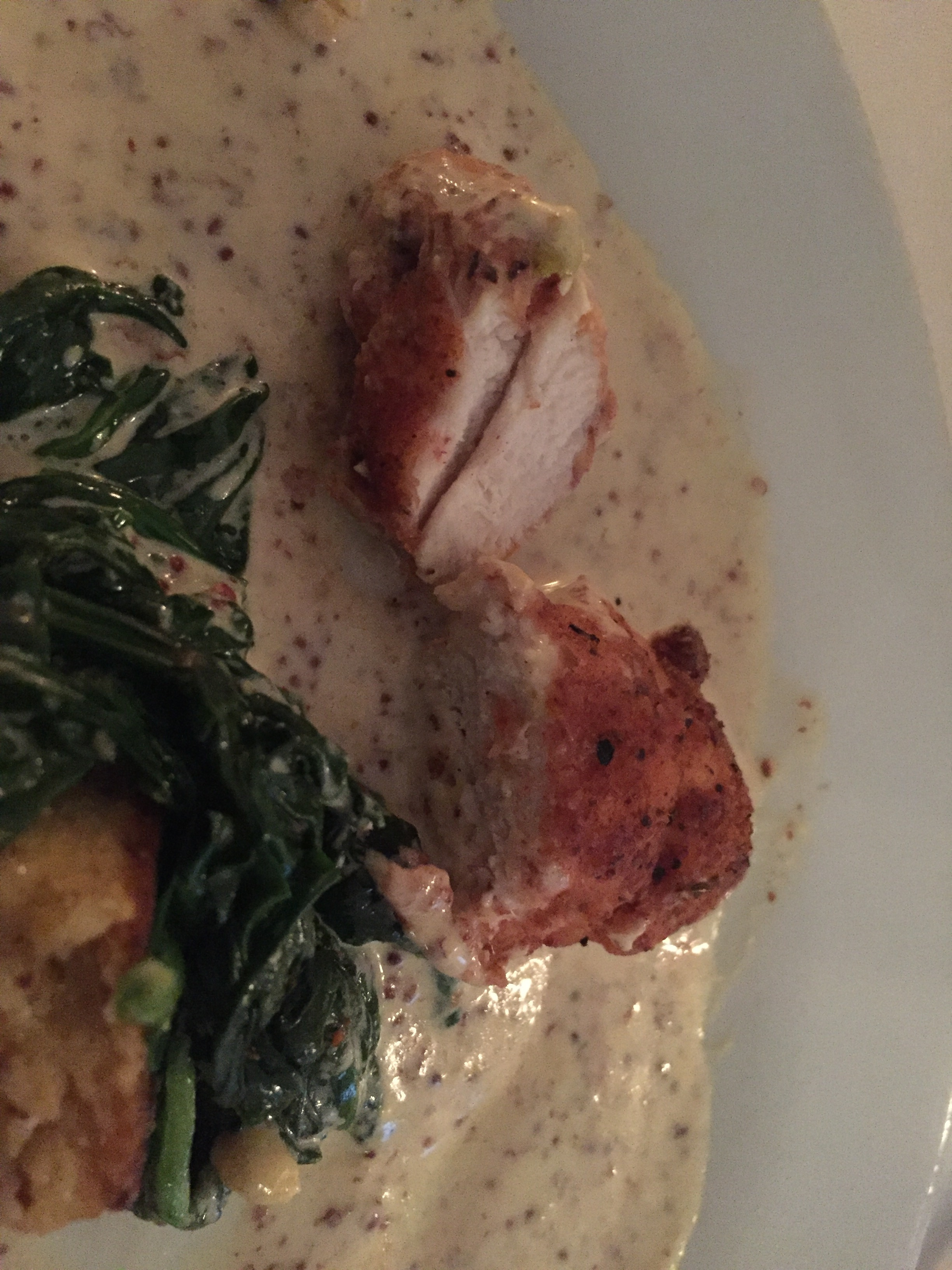
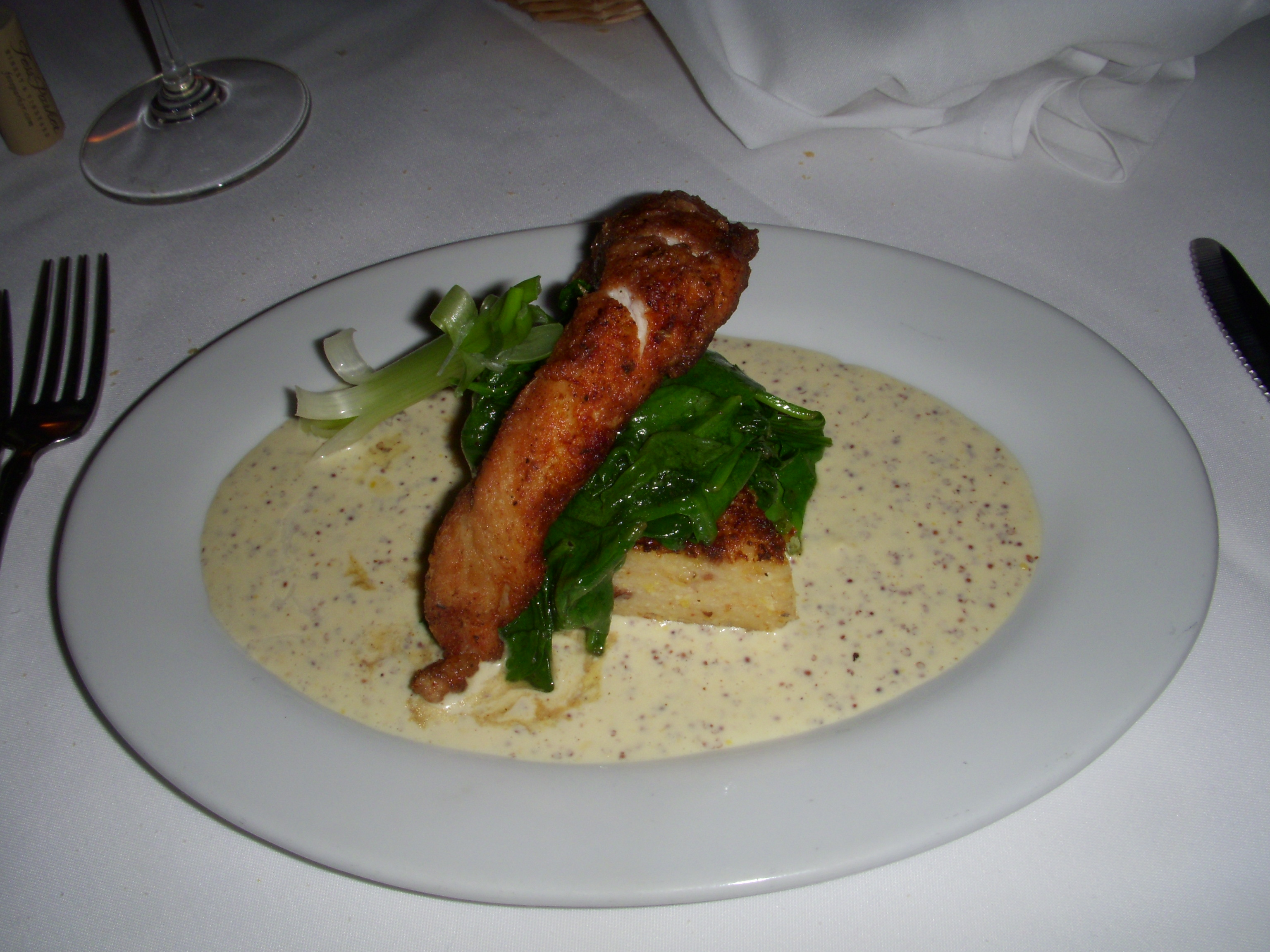
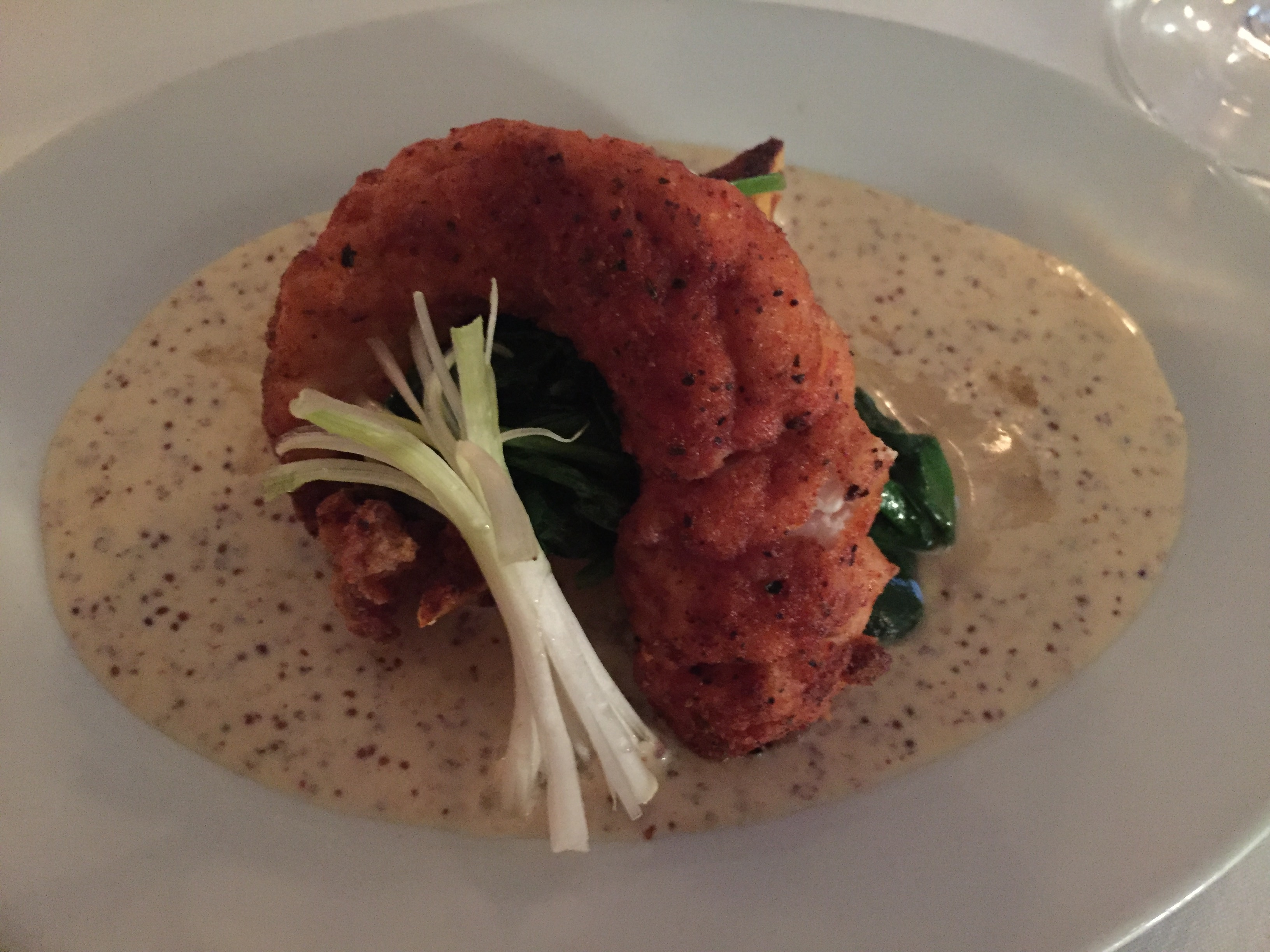